# Taken (film)
Taken is een Franse actie-thriller uit 2008 onder regie van Pierre Morel. De productie bevat een fictief verhaal over de internationale vrouwenhandel, geschreven door Luc Besson en Robert Mark Kamen. Taken werd genomineerd voor de Saturn Award voor beste internationale film en de Teen Choice Award voor favoriete actie/avontuur. Een vervolg getiteld Taken 2 kwam in 2012 uit.

## Verhaal
Bryan Mills (Liam Neeson) is een voormalig CIA-agent die gescheiden is van Lenore (Famke Janssen), de moeder van hun 17-jarige dochter Kim (Maggie Grace). Hoewel hij erop tegen is, laat hij zich door zijn ex-vrouw overhalen om Kim met haar vriendin Amanda (Katie Cassidy) op reis te laten gaan naar Frankrijk. Waar Bryan denkt dat de meisjes musea gaan bezoeken, gaan ze in realiteit alleen de Europese tour van U2 bijwonen zonder enig toezicht. Hij komt hierachter op de luchthaven, maar laat haar dan toch maar gaan.
Kim en Amanda nemen vanaf het vliegveld in Frankrijk een taxi naar het huis waar ze verblijven. Om kosten te besparen, gaan ze op het aanbod van een verzorgde jonge man in om de taxi te delen. Die blijkt heimelijk lid van de Albanese maffia en doet dit om de meisjes uit te horen en achter hun verblijfplaats te komen. Terwijl Kim met haar vader aan de telefoon is, ziet ze door het raam hoe verschillende mannen het huis binnendringen en Amanda ruw meenemen. Bryan weet dat er op dat moment geen ontkomen meer aan is voor zijn dochter en laat haar zo veel mogelijk informatie geven tot de mannen haar kamer binnenvallen. Wanneer de vrouwenhandelaars Kim pakken, reist Bryan naar Frankrijk om eigenhandig zijn dochter uit de klauwen van de bende te redden aan de hand van de aanknopingspunten die hij overhoudt aan hun telefoongesprek. Hij heeft 96 uur voordat Kim spoorloos in de internationale vrouwenhandel verdwijnt.

## Rolverdeling
- Liam Neeson - Bryan Mills
- Famke Janssen - Lenore
- Maggie Grace - Kim Mills
- Katie Cassidy - Amanda
- Xander Berkeley - Stuart
- Olivier Rabourdin - Jean-Claude
- Leland Orser - Sam
- Jon Gries - Casey
- David Warshofsky - Bernie
- Holly Valance - Sheerah
- Arben Bajraktaraj - Marko
- Radivoje Bukvic - Anton
- Nicolas Giraud - Peter
- Gérard Watkins - Patrice Saint-Clair
- Jalil Naciri - Ali
- Camille Japy - Isabelle
- Valentin Kalaj - Vinz
- Goran Kostic - Gregor
- Christophe Kourotchkine - Gilles
- Héléna Soubeyrand - Meisjesslachtoffer met Kims jack
- Anca Radici - Ingrid